# Força de um Desejo
Força de um Desejo é uma telenovela brasileira produzida e exibida pela TV Globo de 10 de maio de 1999 a 28 de janeiro de 2000, em 226 capítulos. Substituiu Pecado Capital e foi substituída por Esplendor, sendo a 55ª "novela das seis" exibida pela emissora.
Escrita por Gilberto Braga e Alcides Nogueira, com colaboração de Sérgio Marques, Márcia Prates, Lílian Garcia, Eliane Garcia, Filipe Miguez e Marília Garcia. A direção foi de Carlos Araújo, Fabrício Mamberti e João Camargo, com direção geral e núcleo de Marcos Paulo e Mauro Mendonça Filho.
Contou com as atuações de Malu Mader, Fábio Assunção, Reginaldo Faria, Paulo Betti, Cláudia Abreu, Marcelo Serrado, Nathalia Timberg, Lavínia Vlasak e Selton Mello.

## Enredo
Século XIX, Vale do Paraíba, Rio de Janeiro. Higino Ventura (Paulo Betti) é um ex-mascate que enriqueceu com negócios escusos e que comprou a fazenda Morro Alto, na localidade de Vila de Sant'Anna, para se aproximar de sua antiga paixão, Helena Silveira (Sônia Braga), moradora da fazenda vizinha, a Ouro Verde, que se casara com um poderoso barão, Henrique de Sampaio Sobral (Reginaldo Faria). Ventura está disposto a tudo para reconquistar Helena, inclusive comprar a Ouro Verde e obter o título de nobreza e o mesmo status de Sobral. Mas Helena, apesar de desprezá-lo por amar o marido, sofre nas mãos do barão, pois este sabe que Abelardo (Selton Mello), quem criou como seu filho, é na verdade filho de Ventura.
O filho legítimo do casal, Inácio (Fábio Assunção), não se conforma com o tratamento cruel que o pai dá a sua mãe e decide ir embora da fazenda. No Rio de Janeiro, conhece Ester Ramos Delamare (Malu Mader), uma bela cortesã, dona do salão mais famoso e requintado da Corte. Os dois se apaixonam e vivem um intenso romance, e Ester decide abandonar a vida que tem para viver ao lado de Inácio. Porém, a inesperada morte da mãe faz com que o jovem volte à fazenda para ajudar o pai e o irmão. Além disso, separa-se de Ester devido a uma rede de intrigas armadas contra os dois pela maquiavélica Idalina Menezes de Albuquerque Silveira (Nathália Timberg), sua avó que, embora nem desconfie que Ester seja uma cortesã, teme o envolvimento do neto com uma moça de classe social inferior. Para conseguir destruir o romance, Idalina escreve uma carta de rompimento para Ester com a assinatura falsificada de Inácio.
O barão Sobral, arrasado com a morte de Helena e pelos sentimentos de culpa que o atormentam por ter dado à esposa uma vida infeliz, decide recomeçar sua vida e faz uma longa viagem à Corte. Após conhecer Ester, apaixona-se sem saber que ela é o grande amor de seu filho. Ele a convence de que não vale a pena se destruir pela desilusão que ela está sofrendo, e, querendo dar-lhe a chance de ter uma nova vida ao seu lado, pede-a em casamento. Após a união sacramentada, Sobral e Ester partem para a Ouro Verde e ao chegar lá, Ester tem mais uma triste surpresa ao ficar frente a frente com Inácio; vítimas de uma armadilha do destino, agora eles terão de morar na mesma fazenda, sem que o barão desconfie que a sua nova mulher é a mesma por quem seu filho se apaixonou.
Ester e Inácio se evitam, mas com o tempo acabam esclarecendo o mal-entendido que os separou. Eles decidem abrir o jogo com Sobral, mas terminam por não fazê-lo ao descobrirem que o barão está doente e mais do que nunca, precisa do apoio de sua família. Inconformado com a situação e sabendo que Ouro Verde está a enfrentar dificuldades financeiras, Inácio casa-se com Alice (Lavínia Vlasak), a filha golpista de Higino Ventura e de sua esposa, a deslumbrada Bárbara (Denise Del Vecchio), que só pensa em se tornar uma nobre.
Enquanto isso, Ventura luta para conseguir o baronato e comprar a Ouro Verde, com o intuito de humilhar Sobral. Ele fica obcecado por Olívia (Cláudia Abreu), uma jovem que chega incógnita à Vila de Sant’Anna. Desprezado pela moça, ele procura saber quem ela é, e descobre tratar-se de uma escrava branca que fugiu de um outro vilarejo e está sendo procurada pela polícia.
Olivia nascera fruto do relacionamento entre um rico fazendeiro e uma escrava já bastante clara, como é descrito na trama. Seu pai a reconhecera como filha - ainda que a família dele não aceitasse tal situação - deu-lhe o nome de Ana Tambellini, educou-a e redigiu a sua carta de alforria. Porém, o grande erro do homem fora não registrar o documento oficialmente. Quando da morte dele, sua filha mais velha, Dora (Thereza Piffer), tomada de inveja, rasgou o documento e quis fazer de Ana uma escrava. Por este motivo a jovem fugiu e mudou de nome. Porém, Ventura, ao encontrar a irmã dela e tomar conhecimento de toda a história, decide entregá-la e depois a compra para usá-la como escrava sexual. Olivia então começa a viver um inferno, torturada física e psicologicamente, sem conseguir livrar-se das garras de seu cruel senhor - ainda que ajudada pelo namorado, o jovem médico Mariano Xavier (Marcelo Serrado) e seus amigos, entre eles Inácio e Ester.
Mas um fato abala toda Vila de Sant'Anna: o barão Henrique Sobral é assassinado durante a festa do noivado de Abelardo e Juliana (Júlia Feldens), na mesma noite em que Inácio e Ester fogem para viver juntos, após descobrirem a farsa da doença de Sobral. Temendo perder a esposa, o barão inventara a doença como forma de evitar que Ester o abandonasse, mantendo-a assim ao seu lado. A polícia local se mobiliza para prender Inácio, o principal suspeito da morte do barão. Começa então uma corrida contra o tempo para que Inácio não pague por um crime não cometido, ao passo que os que nele acreditam tentam desvendar a identidade do verdadeiro assassino.

## Elenco
| Intérprete              | Personagem                               |
| ----------------------- | ---------------------------------------- |
| Malu Mader              | Ester Ramos Delamare de Sampaio Sobral   |
| Fábio Assunção          | Inácio Silveira Sobral                   |
| Reginaldo Faria         | Barão Henrique de Sampaio Sobral         |
| Paulo Betti             | Higino Ventura                           |
| Cláudia Abreu           | Olívia                                   |
| Nathalia Timberg        | Idalina Menezes de Albuquerque Silveira  |
| Selton Mello            | Abelardo Silveira Sobral                 |
| Marcelo Serrado         | Mariano Xavier                           |
| Lavínia Vlasak          | Alice Maria Vitória da Conceição Ventura |
| Isabel Fillardis        | Luzia                                    |
| Denise Del Vecchio      | Bárbara Ventura                          |
| Louise Cardoso          | Guiomar Pereira da Silva                 |
| Daniel Dantas           | Bartolomeu Xavier                        |
| Cláudio Corrêa e Castro | Leopoldo Silveira                        |
| José Lewgoy             | Felício Cantuária                        |
| André Barros            | Trajano Cantuária                        |
| Marco Ricca             | Conde Pedro Afonso Andrade de Aguiar     |
| Júlia Feldens           | Juliana Xavier                           |
| Otávio Augusto          | Dr. Eurico                               |
| Sérgio Menezes          | Jesus                                    |
| Ana Carbatti            | Zulmira                                  |
| Chica Xavier            | Rosália                                  |
| Jayme Periard           | Padre Osvaldo                            |
| Nelson Dantas           | Dr. Xavier                               |
| Rosita Tomaz Lopes      | Fabíola Xavier                           |
| Dira Paes               | Palmira                                  |
| Yaçanã Martins          | Socorro                                  |
| Helena Fernandes        | Clara Toledo de Mendonça                 |
| Liliana Castro          | Ana Toledo de Mendonça                   |
| Antônio Grassi          | Vitório                                  |
| Chico Díaz              | Clemente                                 |
| Nill Marcondes          | Zelito                                   |
| Alexandre Moreno        | Cristóvão                                |
| Clemente Viscaíno       | Inspetor Bustamante                      |
| Luiz Magnelli           | Gaspar                                   |
| Marcelo Várzea          | Ubaldo                                   |
| Ranieri Gonzalez        | Reinaldo                                 |
| Antônio Fragoso         | Isidoro                                  |
| Delma Silva             | Diva                                     |
| Vinícius Marques        | Valdir                                   |
| Luciana Azevedo         | Yvette                                   |
| Élida Muniz             | Marta                                    |
| Samuel Melo             | Dário                                    |

### Participações especiais
Em ordem alfabética
| Intérprete               | Personagem                                                                                      |
| ------------------------ | ----------------------------------------------------------------------------------------------- |
| Sônia Braga              | Baronesa Helena Silveira Sobral                                                                 |
| José de Abreu            | Seu Pereira (português proprietário de um empório em Santana, depois comprado por Idalina)      |
| Giovanna Antonelli       | Violeta (cortesã do salão de Ester)                                                             |
| Carlos Eduardo Dolabella | Comendador Belisário Queiroz (amigo de Ester, frequentador de seu salão)                        |
| Victor Fasano            | Nicolau Prado (pretendente de Alice, na verdade um golpista)                                    |
| Abrahão Farc             | Padre Olinto                                                                                    |
| André Valli              | Lourival Arruda (jornalista que vendeu sua parte em um jornal a Queiroz)                        |
| Ângelo Paes Leme         | Rodrigo Quintanilha                                                                             |
| Alexandre Dacosta        | Eliseu (pago por Alice para se passar por médico e atestar a perda de seu bebê)                 |
| Alexandre Zacchia        | Calixto (bandoleiro que Mariano contrata para resgatar Olívia da fazenda de Higino              |
| Bruno Garcia             | Lauro (amigo golpista de Olívia e do Comendador Queiroz)                                        |
| Cosme dos Santos         | Quirino                                                                                         |
| Carlos Alberto           | juiz no julgamento de Ester                                                                     |
| Carlos Gregório          | Lineu Barcelos (cliente do salão de Ester que morre antes de fugir com Florinda)                |
| Carlos Machado           | Estácio                                                                                         |
| Cláudio Mamberti         | Domingos de Castro Magalhães (falso comprador do café de Sobral mancomunado com Higino)         |
| Clementino Kelé          | Matias (escravo em fuga que recebe ajuda de Jesus)                                              |
| David Herman             | Capitão Stanley (do navio negreiro de onde Mariano e Olívia pretendem fugir do país)            |
| Dary Reis                | Albano (detetive contratado por Ester para encontrar Inácio)                                    |
| Elaine Mickely           | Hermínia Montez (famosa cortesã por quem Queiroz se apaixona)                                   |
| Eliana Guttman           | Laura (verdadeira mãe de Alice)                                                                 |
| Fábio Sabag              | Breno Rangel (rico ourives que propõe a Ester comprá-la para ter exclusividade)                 |
| Fernanda Lobo            | Madame Bragança                                                                                 |
| Felipe Wagner            | Herculano (comprador do café do Barão Henrique Sobral)                                          |
| Flávio Galvão            | Nereu (fazendeiro moralista amigo de Sobral, interessa-se por Guiomar)                          |
| Glória Portela           | Florinda (cortesã do salão de Ester)                                                            |
| Guto Bittencourt         | Silveirinha (ator que se passa por Hermínia para enganar Queiroz)                               |
| Helder Agostini          | Manoel (falso filho de Olívia e Lauro, no golpe que eles aplicam na noite de jogatina no salão) |
| Henrique César           | Marquês de Boaventura                                                                           |
| Henrique Taxman          | Dr. Humberto (médico amigo de Mariano)                                                          |
| José Augusto Branco      | Epaminondas (dono de uma confeitaria, deserda o filho que fugiu para casar com Clarissa)        |
| Júlio Braga              | sacristão da igreja de onde Idalina e Alice roubam o livro de casamentos                        |
| Kadu Carneiro            | Pedro (escravo do Barão Henrique Sobral, marido de Zulmira, morre no início)                    |
| Lineu Dias               | Luciano (leiloeiro das obras de arte e do mobiliário do Barão Henrique Sobral)                  |
| Lucas Bonel              | Otávio Ventura Sobral                                                                           |
| Luciana Azevedo          | Yvette                                                                                          |
| Luiz Guilherme           | Fábio Carrazedo (homem influente na corte apresentado a Ester)                                  |
| Marcia Del Anillo        | Noêmia (cortesã do salão de Ester)                                                              |
| Mariana Ximenes          | Ângela (interesse romântico de Trajano no último capítulo)                                      |
| Mário Lago               | Dr. Teodoro (falso médico viciado em jogo)                                                      |
| Murilo Rosa              | Eugênio Cardoso (amigo de Inácio com quem ele vai morar na corte, no início)                    |
| Neuza Amaral             | Anita (diretora do hospital onde nasceu Alice)                                                  |
| Otávio Müller            | Ferdinando (arrombador de cofres, amigo de Guiomar)                                             |
| Othon Bastos             | promotor no julgamento de Ester                                                                 |
| Paulo Reis               | pastor (mercador de escravos)                                                                   |
| Ronnie Marruda           | Raimundo (escravo de Higino, foge do cativeiro e quase violenta Alice)                          |
| Sônia Siqueira           | Hortência (escrava dos Castro Rebello, agora na casa do Conselheiro Felício)                    |
| Stepan Nercessian        | Ernani Corrêa (falsificador)                                                                    |
| Thereza Piffer           | Dora (ex-senhora e irmã de Olívia)                                                              |
| Viviane Victorette       | Clarissa (cortesã do salão de Ester que se casa com o filho do dono da confeitaria)             |
| Xando Graça              | leiloeiro de escravos, vende Jesus a Ester, no início                                           |

## Produção

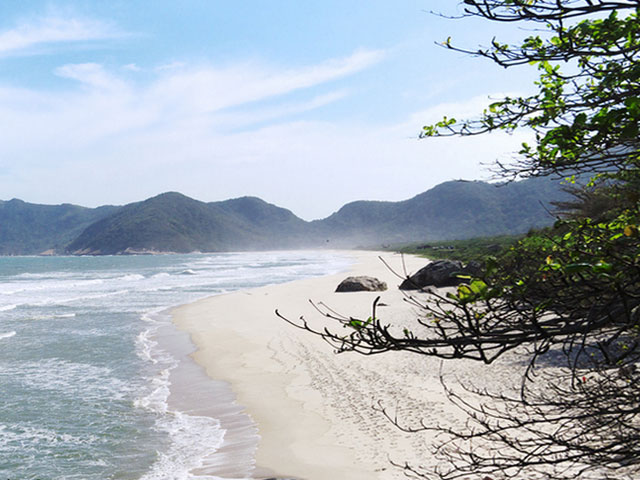
Praia de Grumari, onde a trama teve algumas de suas cenas gravadas.

Alcides Nogueira escreveu a história original em 1988, com o título Amor Perfeito, e quase chegou a ser exibida pela TV Globo também às 18 horas. O projeto acabou cancelado e apenas uma década mais tarde, Gilberto Braga recebeu a missão da Globo de desenvolvê-lo junto com Nogueira, desta vez com o título Força de um Desejo. O título original acabou sendo utilizado décadas depois em uma outra telenovela, baseada no filme espanhol Marcelino, pão e vinho, também no horário das seis.
Inspirada no romance A Mocidade de Trajano, de Visconde de Taunay, Força de um Desejo foi ambientada na segunda metade do século XIX e teve como pano de fundo os fatos marcantes da História do Brasil, como a Guerra do Paraguai e o movimento abolicionista.
A sequência da ópera que vai ao ar no primeiro capítulo – o terceiro ato de Bodas de Fígaro, de Mozart – foi gravada no Teatro Municipal de Niterói, com a participação de 100 figurantes. Força de um Desejo também teve cenas gravadas na praia de Grumari, no Alto da Boa Vista e no Forte São João, na Urca, todos estes, pontos turísticos cariocas.
Um workshop de duas semanas foi realizado com os atores da novela, incluindo quatro palestras ministradas por professores universitários, tendo como temas o Brasil Imperial; o cotidiano das fazendas de café e senzalas; e o Romantismo. Alguns atores tiveram aulas de esgrima, equitação, caligrafia e trabalhos de corpo e voz para se adaptarem ao linguajar e aos costumes da época.
A caracterização dos atores ficou a cargo de Marlene Moura e incluiu cabelos repartidos ao meio e costeletas, no caso dos homens, e apliques até a cintura, vestidos pesados e maquiagem em tons pastel para as mulheres. Alguns atores completaram interlace para aumentar o comprimento dos cabelos, como Dira Paes, Daniel Dantas, Chico Díaz e Malu Mader, que também usou cílios postiços. José de Abreu teve a cabeça parcialmente raspada e adotou uma falsa barriga para viver o português Pereira.
Uma das inspirações para a caracterização dos personagens nobres foram filmes como O leopardo ("Il Gattopardo", 1963), dirigido por Luchino Visconti – clássico do cinema italiano, ambientado na mesma época que a novela – e Barry Lyndon, (1975), de Stanley Kubrick, que também serviram de referência para retratar o Romantismo na novela; além do clássico A dama das camélias ("Camille", 1936) – protagonizado por Greta Garbo e dirigido por George Cukor – e o aclamado Os brutos também amam ("Shane", 1953), dirigido por George Stevens, também para a produtora de arte, Denise Carvalho, que reconstituiu desde a redação de um jornal até todos os objetos usados nas casas da época.
Para conferir às roupas a beleza necessária, gastou-se muito: cerca de meio milhão de reais para confeccionar 2.500 peças. No capítulo do casamento de sua personagem, Alice, o vestido de noiva usado por Lavínia Vlasak, desenhado pelo figurinista Otacílio Coutinho, é inspirado no traje que Claudia Cardinale usou em O Leopardo. Esse vestido com tule rebordado com miçangas e vitrilhos e pregas que valorizam o decote, se fosse vendido nas lojas, nunca sairia por menos de 350 mil reais, segundo o figurinista; ainda de acordo com o mesmo, o que encarece a roupa são os bordados, todos feitos à mão.
Os figurinos, sob responsabilidade de Beth Filipecki, consumiram 3.000 metros de tecidos diversos, como linho, tafetás de seda pura e adamascados ingleses e fibras naturais, usadas nos figurinos dos escravos. O guarda-roupa de Ester foi inspirado nas roupas de Elisabeth da Baviera, conhecida como Sissi, imperatriz da Áustria, que foi uma mulher com profundo sentido de liberdade e modernidade. Segundo a própria Beth Filipecki, em 1850 a imperatriz já tinha aparelhos de ginástica em casa. Mais tarde, foram reaproveitados vários figurinos da novela para a minissérie Os Maias (2001).

### Abertura
A vinheta de abertura de Força de um desejo, ao som da valsa Tema de Ana, composta por Tom Jobim (composta pouco anterior à morte, em 8 de dezembro de 1994) e com arranjos do maestro Jaques Morelenbaum, mostrava objetos e cenários típicos do século XIX. A primeira cena é uma corrente sendo quebrada e seus pedaços transformando-se em pérolas – formando um valioso colar.

## Exibição
Força de um Desejo foi originalmente exibida pela TV Globo entre 10 de maio de 1999 a 28 de janeiro de 2000, totalizando 226 capítulos.
No dia 13 de novembro de 1999, um sábado, a novela não foi ao ar devido à exibição de um jogo de futebol amistoso entre Espanha e Brasil. Com isso, a trama, que teria 227 capítulos, fechou com 226.
Assim como as demais produções da emissora, a novela fora inicialmente estruturada para 179 capítulos, mas terminou por ser tremendamente esticada a pedido da TV Globo, o que desgastou bastante os autores e equipe. Apesar disso, a trama não caiu no marasmo e seguiu com o mesmo fôlego até o fim. Daniel Filho, em seu livro "O circo eletrônico", escreveu:
| “ | A novela foi esticada tremendamente, mas começou e terminou com amor [...]. Foi cansativo para o autor, Gilberto Braga, e toda a equipe que trabalhou com ele, Sérgio Marques, Ângela Carneiro. Era muito bem feita, muito bem representada. Em momento algum houve desarmonia em seu elenco, nem no elenco principal, nem no coadjuvante, nem nos estreantes. | ” |

Foi a terceira mais longa novela da TV Globo nos anos 90, ficando atrás apenas de Barriga de Aluguel, que teve 243 capítulos e Quatro por Quatro que teve 233 capítulos. Também está entre as 10 mais longas telenovelas da TV Globo, tendo ficado, em sua exibição original, durante 38 semanas consecutivas no ar (9 meses), tal como Kubanacan (2003/2004), de Carlos Lombardi e Alma gêmea (2005/2006), de Walcyr Carrasco, que tiveram 227 capítulos. Ao lado destas, Força de um desejo é a 9ª telenovela da TV Globo que mais tempo ficou no ar.

### Exibição internacional
Na Grécia a novela foi transmitida pelo Star Channel com o título Gia tin agápi tis Esthír, Για την αγάπη της Εσθήρ em grego (Pelo Amor de Ester).

### Reprises
Foi reexibida pelo Vale a Pena Ver de Novo de 26 de setembro de 2005 a 10 de fevereiro de 2006, substituindo Laços de Família e sendo substituída por A Viagem, em 100 capítulos. A reprise foi a primeira novela da TV Globo a usar o recurso closed caption, processo que permite aos deficientes auditivos acompanharem o que está sendo dito nos programas por meio da leitura de legendas que podem ser visualizadas na tela.
Foi reexibida na íntegra pelo Viva de 24 de outubro de 2022 a 13 de julho de 2023, substituindo Alma Gêmea e sendo substituída por Escrito nas Estrelas, na faixa das 15h30, com reapresentação às 23h50 e maratona aos domingos de 14h20 às 19h10. A novela já havia sido cogitada em duas ocasiões no canal: em 2019, como substituta de Vale Tudo e em 2020, como substituta de Chocolate com Pimenta.

### Outras Mídias
Em 14 de agosto de 2023 foi disponibilizada na íntegra pelo Globoplay, como parte do Projeto Resgate.

## Repercussão
A novela ganhou algumas paródias do Casseta e Planeta Urgente!: Força de um Cacarejo e Força de um Pão de Queijo. Também numa referência a Força de um Desejo, um dos episódios do Sai de Baixo mostrou os personagens do humorístico encenando uma telenovela intitulada Força de um bocejo.

### Audiência
O primeiro capítulo obteve uma média de 30 pontos, porém a novela sofreu quedas de audiência e passou a marcar em torno de 25 pontos, indo aquém das expectativas da emissora na capital paulista. Seu último capítulo consolidou uma boa média de 38 pontos; a média geral, no entanto, foi de 26 pontos, abaixo das expectativas da emissora para o horário, que esperava algo acima dos 30 pontos.

## Trilha sonora
Capa: Malu Mader
A trilha sonora de Força de um desejo foi produzida por Roger Henri, com direção musical de Mariozinho Rocha. Entre suas 14 faixas, merece destaque o seu belíssimo tema instrumental, As terras do barão, composição exclusiva de Roger Henri para a trama. Esse tema era sempre executado durante as chamadas da telenovela. O tema de abertura, Tema de Ana,  uma valsa inédita composta por Tom Jobim para sua mulher, pouco antes de morrer, em 1994, tem arranjos do maestro Jacques Morelenbaum e execução da Orquestra Sinfônica Brasileira, com o pianista Cristóvão Bastos como solista. A trilha inclui ainda os temas Emperor Valse, op. 437 e Annen Polka, do compositor erudito Johann Strauss, executadas pela Orquestra Filarmônica de Viena. A trilha incidental trazia cantos de escravos de acordo com a cultura bantu.
1. O amor para mim - Daniela Mercury (tema de Juliana e Abelardo)
2. Dono de mim - Sandra de Sá (tema de Jesus e Zulmira)
3. Rosas do Sul (Roses Du Sud) - André Rieu
4. Valsa do desejo - Simone (tema de Ester e Inácio)
5. Doce prisão - Fafá de Belém (tema de Olívia e Mariano)
6. Vida de artista (Vie D'Artiste) - André Rieu
7. Serenata - Orquestra de Filadélfia
8. A viagem do café - Roger Henri
9. Valsa em dó sustenido menor, op. 64, n° 2 - Orquestra de Filadélfia
10. As terras do barão - Roger Henri (tema principal)
11. Mimar você - Virgínia Rodrigues (tema de Zulmira)
12. Emperor valse, op. 437 - Orquestra Filarmónica de Viena
13. Annen Polka (Polca de Ana) - Orquestra Filarmónica de Viena
14. Tema de Ana - Jacques Morelenbaum (tema de abertura)

## Prêmios e Indicações
| Ano  | Prêmio                          | Categoria    | Indicação  | Resultado | Fonte  |
| ---- | ------------------------------- | ------------ | ---------- | --------- | ------ |
| 1999 | Prêmio Globo de Melhores do Ano | Melhor atriz | Malu Mader | Venceu    | [ 19 ] |
| 2000 | Troféu Imprensa                 | Melhor atriz | Malu Mader | Indicado  | [ 20 ] |